# Kreuzspitze (Venedigergruppe)
Die Kreuzspitze ist ein 3155 m ü. A. hoher Berg in der Venedigergruppe und einer der höchsten Alpengipfel in Osttirol, der ohne Gletscherbegehung erstiegen werden kann. Der Gipfel ist von Prägraten aus über die Sajathütte und von dort aus über einen teilweise aus dem senkrechten Fels herausgesprengten Steig oder leichter über einen Normalanstieg von der Johannishütte im Hinterbichler Dorfertal bzw. von der Eisseehütte im Timmeltal über Zopetscharte und Tulpspitze erreichbar.

## Lage
| \| \| |
|       |

Lage der Kreuzspitze in der Venedigergruppe
nördlich des Virgentals (links)
und in den gesamten Alpen (rechts).